# Asterix contro Cesare
Asterix contro Cesare (Astérix et la surprise de César) è un film del 1985 diretto da Gaëtan e Paul Brizzi. È il quarto film d'animazione tratto dalla serie a fumetti Asterix di René Goscinny e Albert Uderzo, e il primo prodotto dalla Gaumont. La sceneggiatura è un adattamento degli albi Asterix gladiatore (1964) e Asterix legionario (1967). È stato distribuito in home video col titolo Asterix e la sorpresa di Cesare, utilizzato anche da Arnoldo Mondadori Editore nel 1986 per la pubblicazione dell'albo illustrato tratto dal film.

## Trama
Per onorare le vittoriose campagne di conquista di Giulio Cesare, a Roma vengono portati doni da tutto l'Impero romano. Cercando di cementare le celebrazioni, Cesare ordina a Caius Obtus, il capo di un'importante scuola di gladiatori, di offrirgli un grande spettacolo dietro lauta ricompensa, minacciandolo però di trasformarlo nell'attrazione principale se dovesse fallire. Intanto, nel piccolo villaggio della Gallia che si oppone ai romani, Asterix si accorge che il suo amico Obelix si comporta in modo strano. Ben presto, Il druido Panoramix gli spiega che Obelix si è innamorato di Falbalà, la nipote del capo Abraracourcix, appena tornata al villaggio. Mentre tenta di conquistare il suo affetto, Obelix rimane sconvolto quando la ragazza si riunisce con Tragicomix, un uomo molto più giovane e bello che intende sposarla. Cercando di trascorrere del tempo insieme, i due innamorati si avventurano nei boschi vicini, venendo però scoperti e rapiti da un gruppo di romani guidati dal decurione Superbus, che spera di fare buona impressione al centurione di una vicina guarnigione.
Nel frattempo, Asterix e Obelix scoprono l'accaduto e informano il villaggio, che procede all'attacco della guarnigione. Il centurione viene quindi interrogato, rivelando di aver ordinato con rabbia a Superbus di andare con i prigionieri alla legione straniera di Condate, sapendo le conseguenze che le sue azioni avrebbero portato. Asterix e Obelix, insieme a Idefix, si recano a Condate e apprendono che Superbus, Falbalà e Tragicomix sono stati inviati in un lontano avamposto nel Sahara, quindi si uniscono all'esercito per seguirli. Arrivati all'avamposto, i due scoprono che Falbalà e Tragicomix sono fuggiti dai romani e sono entrati nel deserto. Asterix e Obelix procedono nella stessa direzione e si imbattono in una banda di mercanti di schiavi, che rivelano di aver venduto la coppia al porto, quindi vanno a cercarli a Roma.
Alla capitale, Asterix e Obelix scoprono che Falbalà e Tragicomix sono stati acquistati da Caius. Il duo tenta di incontrarlo in uno stabilimento termale, costringendo Caius a vederli sconfiggere facilmente le sue guardie del corpo. Impressionato, ordina ai suoi uomini di catturarli per il suo spettacolo. A seguito di un piccolo litigio con Obelix che gli fa smarrire la sua pozione magica, Asterix viene arrestato dagli uomini di Caius. Appena scopre che l'amico è scomparso, Obelix si mette a cercarlo, per poi salvarlo da una cella allagata. Purtroppo, Idefix scompare dopo essere corso nelle fogne della città per recuperare la pozione magica. Senza entrambi, Asterix e Obelix continua a cercare Falbalà e Tragicomix e  scoprono che, per ordine di Cesare, Caius li ha inseriti nello spettacolo dell'imperatore al Colosseo come gran finale.
Nel tentativo di seguirli, i due vanno alla scuola di Caius e si assicurano il posto come gladiatori il giorno successivo. I Galli rovinano rapidamente lo spettacolo, vincendo una corsa delle bighe e sconfiggendo facilmente un gran numero di gladiatori. Mentre i leoni vengono scatenati per attaccarli, insieme a Tragicomix e Falbalà, Idefix arriva con la pozione magica. Il gruppo sconfigge i leoni con la pozione, mentre Obelix, distratto da Falbalà, frantuma accidentalmente un terzo del Colosseo. Impressionato dallo spettacolo, Cesare concede ai Galli la loro libertà. Quando il gruppo ritorna al villaggio, si tiene il tradizionale banchetto in loro onore, ma mentre gli altri abitanti festeggiano, Asterix siede da solo su un albero essendosi a sua volta invaghito di Falbalà dopo che la ragazza lo ha baciato.

## Distribuzione

### Data di uscita
Le date di uscita internazionali sono state:
- 11 dicembre 1985 in Francia
- 6 marzo 1986 in Germania Ovest (Asterix - Sieg über Cäsar)
- 11 marzo in Brasile (Asterix e a Surpresa de César)
- 30 luglio negli Stati Uniti (Asterix Versus Caesar)
- 30 agosto in Spagna (Astérix y la sorpresa del César)
- 10 ottobre in Finlandia (Asterix - gallialaisten sankari)
- 14 novembre in Danimarca (Asterix - Sejren over Cæsar)
- 4 dicembre nei Paesi Bassi (Asterix contra Caesar)
- 18 giugno 1987 in Giappone
- 30 luglio nel Regno Unito (Asterix Versus Caesar)
- 9 ottobre in Germania Est (Asterix - Sieg über Cäsar)
- 19 novembre in Australia
- 26 maggio 1988 in Ungheria (Astérix és Cézár ajándéka)
- 29 settembre in Italia
- 1º dicembre 1989 in Cecoslovacchia (Asterix a překvapení pro Cézara)
- 29 giugno 1990 in Portogallo (Astérix e a Surpresa de César)

### Edizione italiana
L'edizione italiana del film, a cura di Marco Casanova, non tiene conto della traduzione degli albi, cambiando nomi a Idefix (che diventa Ideafix), Caius Obtus (che diventa Caio Ottuso) e Perdigiornus (che diventa Rompistincus). Inoltre il doppiaggio presenta un esteso utilizzo di dialetti: Cesare e Superbus sono gli unici romani a parlare in italiano, mentre quasi tutti gli altri parlano in romanesco. Fa eccezione un oste che parla in siciliano. Il cast vocale fu completamente rinnovato rispetto ai film precedenti.

### Edizioni home video
In Italia il film fu distribuito in VHS nell'aprile 1989 dalla Panarecord e nel 1995 dalla Fox Video. Il 3 ottobre 2001 fu ripubblicato in VHS e DVD-Video dalla Eagle Pictures. Il DVD, che presenta il film in formato 4:3 pan and scan, non include l'audio originale francese, e i titoli di testa e di coda sono quelli dell'edizione in inglese. Il 20 ottobre 2005 uscì una nuova edizione DVD distribuita da DNC Entertainment, stavolta in 16:9 e contenente la traccia audio originale.